# Sevastopol (1911)
Sevastopol (rusky Севастополь) byla první dokončená jednotka ze čtyř bitevních lodí (dreadnoughtů) třídy Gangut stavěných před první světovou válkou pro ruské carské námořnictvo. Šlo o první ruskou třídu dreadnoughtů. Byla pojmenována po obležení Sevastopolu za krymské války. Dokončena byla během zimy 1914–1915, nicméně do boje byla připravena až v polovině roku 1915. Jejím úkolem měla být, jako u jejich sesterských lodí, obrana Finského zálivu proti případným německým útokům, ke kterým však nikdy nedošlo, a proto trávila většinu času výcvikem a poskytováním krytí pro minové operace. Její posádka se po únorové revoluci v roce 1917 přidala ke vzpouře baltské flotily a později ve stejný rok se přidala k bolšvikům. V roce 1918 byla odstavena pro nedostatek posádky a v roce 1921 se připojila ke kronštadtskému povstání a po porážce povstání byla přejmenována na název Parižskaja kommuna na památku pařížské komuny a vymazání původního názvu za "zradu" komunistické straně.
Do služby se vrátila v roce 1925 a opravena v roce 1928 v rámci přípravy na její přesun do Černého moře v následujícím roce. Během cesty však Parižskaja kommuna a křižník Profintern  v Biskajském zálivu narazily na prudkou bouři, která vážně poškodila příď lodi. Musela do Brestu na opravy a do Sevastopolu se dostala v lednu 1930. Během třicátých let byla komplexně rekonstruována ve dvou fázích, kdy dostala nové kotle, lepší zbraně, rozšířila se její protiletadlová výzbroj, modernizovaly se její systémy řízení palby a dostala i novou protitorpédovou obšívku. Za druhé světové války poskytovala palebnou podporu během bitvy o Sevastopol a souvisejících operací, dokud nebyla v dubnu 1942 stažena z boje, kdy se riziko německého leteckého útoku stalo příliš velkým. Po válce zůstala v aktivní službě, dokud se v roce 1954 nestala cvičnou lodí. V letech 1956–1957 byla rozebrána.